# Lahawot ha-Baszan
Lahawot ha-Baszan (hebr. להבות הבשן) – kibuc położony w Samorządzie Regionu Ha-Galil ha-Eljon, w Dystrykcie Północnym, w Izraelu. Członek Ruchu Kibuców (Ha-Tenu’a ha-Kibbucit).

## Położenie
Leży w Dolinie Hula, na północy Górnej Galilei.

## Historia
Kibuc został założony w 1945.

## Gospodarka
Gospodarka kibucu opiera się na rolnictwie.